# Bioinvasão marinha
Estudos relacionados à bioinvasão vem sendo realizados no Brasil desde o início do século passado, porém teve enfoque primário com organismos terrestres de importância comercial e fitossanitária para a agricultura. Apesar disto, apenas nas ultimas duas décadas a sociedade despertou interesse real sobre o tema devido, principalmente, a ocorrência de impactos mais significativos relacionados tanto a aspectos sociais quanto ambientais . Nas décadas de 70 e 80 as principais pesquisas e esforços governamentais eram relacionados aos ambientes limnéticos, porém, nos anos recentes, com o aumento das atividades humanas relacionadas aos oceanos, tais como comércio, pesca e maricultura, esta preocupação foi estendida ao ambiente marinho. Desta forma, espécies marinhas tem sido cada vez mais transferidas para áreas fora de sua distribuição natural  de forma acidental ou deliberada, tornando a bioinvasão um aspecto importante e de grande influência tanto no meio ambiente quanto no meio socioeconômico.

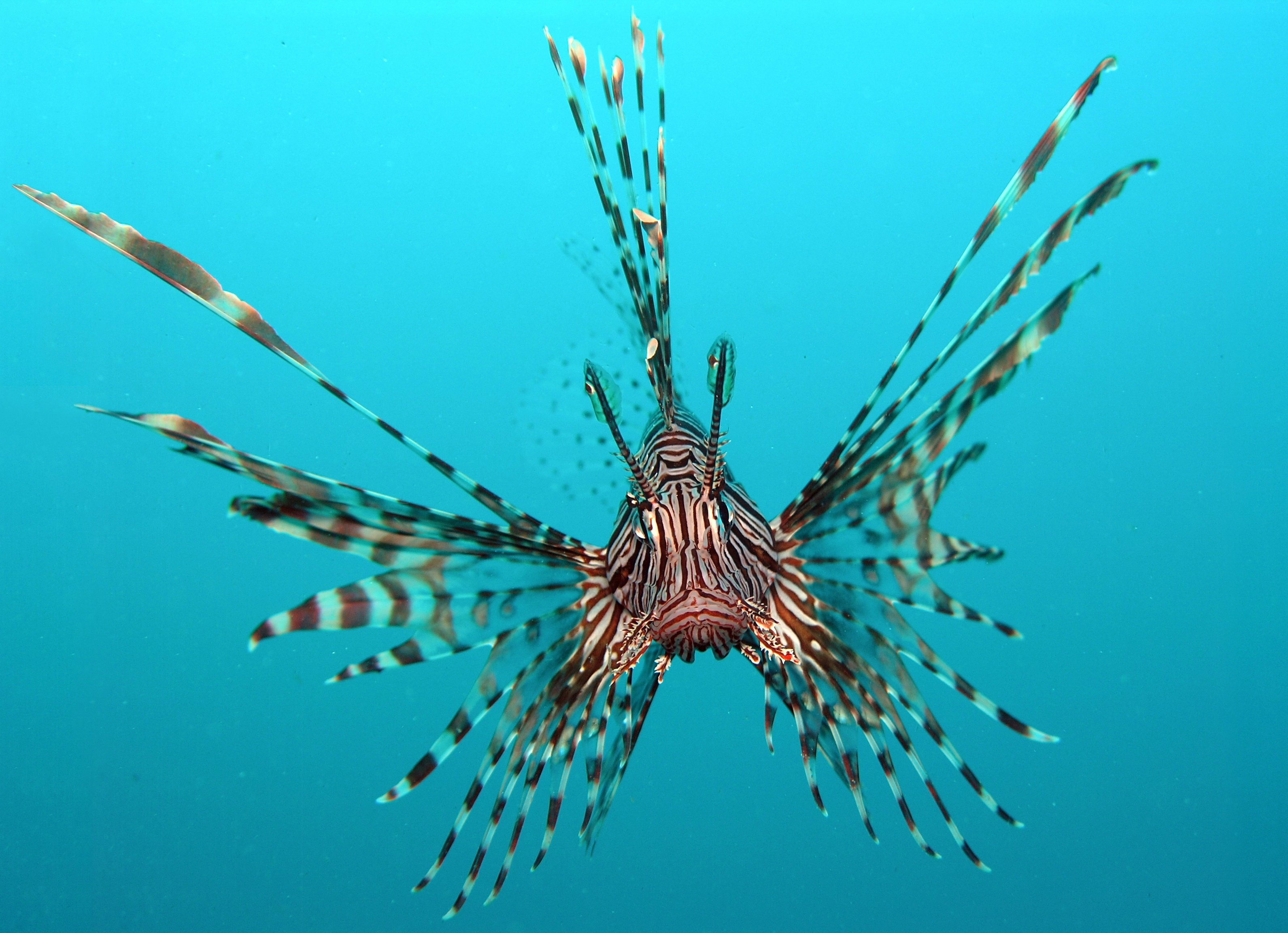
Pterois: Gênero invasor das américas

## Características do ambiente marinho
A Bioinvasão consiste na chegada, estabelecimento e difusão de uma espécie dentro de uma comunidade (Carlton, 1987). Para entender como se dá esse processo nos oceanos e quais são as possíveis causas, devemos primeiro, caracterizar o ambiente marinho e ressaltar suas as peculiaridades. As variáveis físicas como temperatura, energia radiante, densidade, pressão, viscosidade são bastantes distintas no ambiente marinho se comparadas ao ambiente terrestre, além de que o mar está sujeito a marés, ondas, correntes marítimas e os seres vivos, devido ao empuxo e densidade, estão sujeitos a flutuabilidade. Uma diferença bastante crucial no mar é que, além de termos latitudes e longitudes distintas, há também a profundidade e diferentes condições e seres viventes em cada camada de água. Como variáveis químicas marcantes, podemos mencionar salinidade, gases como oxigênio e gás carbônico dissolvidos, pH, matéria orgânica dissolvida (DOM) e particulada (POM). Essas características presentes neste ambiente vão impor condições aos seres vivos bastante distintas das impostas pelo ambiente terrestre. Em relação a biogeografia das espécies e suas distribuições, é imperativo considerar o caráter naturalmente dispersante que este ambiente pressupõe.
Um outro fator relevante deste grande ecossistema é que os seres vivos que ali vivem possuem ciclos e hábitos de vida bastante variados e observamos uma tendência dos animais possuírem fase larval ou mesmo fases larvais e cada uma dessas fases podem ocupar nichos bastante distintos.
Devido a esses fatores e em especial, a nossa falta de conhecimento sobre os oceanos, é bastante difícil estabelecer padrões biogeográficos e de distribuição dos organismos. As tendências atuais dentro da ciência de aproximar a Ecologia da Biogeografia (Wiens, Donoghue; 2004) são confirmadas por estudos relacionados a organismos marinhos e a ecologia de cada espécie tem-se mostrado bastante relevante para explicar sua evolução e distribuição. Dentro desse panorama, a variável temperatura parece ser bem importante. Isso pode ser ocasionado devido a sensibilidade à temperatura que este ecossistema possui, já que a mudança de poucos graus ocasiona mudanças nas propriedades físico-químicas do mar. Além disso, a determinadas profundidades, independente se estamos em uma área tropical ou mais próxima aos Pólos, temos a mesma temperatura e devido às correntes marinhas, teríamos “corredores” para os organismos ali viventes, facilitando sua dispersão.

## Classificação
Quanto à origem dos organismos de uma comunidade, estes podem ser classificados como:espécies nativas ou espécies exóticas e esta pode ser uma espécie invasora ou não invasora. Espécies que não se sabe com clareza da sua origem são denominadas criptogênicas.

## Mecanismos de dispersão
Quanto ao ambiente marinho, existem duas formas de espécies chegaram a um novo ecossistema, por dispersão natural ou introdução antrópica.
Como dispersão natural temos as seguintes vetores de dispersão de organismos:Balsas naturais (animais e estruturas vegetais),correntes marinhas e desastres naturais.
Dentre os vetores de transporte e dispersão dos organismos marinhos que possuem origem nas atividades humanas podemos destacar:

### -Navios
Podem transportar organismos nectônicos e planctônicos na água de lastro, transportar organismos encrustantes associados as estruturas das embarcações (casco, quilha, leme, hélice, âncora e amarras) além daqueles associados às próprias cargas.

### -Atividades de pesca e maricultura
Inserção de espécies invasoras para o cultivo de produtos (ostras, mexilhões, vieiras, caranguejos, lagostas, peixes) em mar aberto; através de estruturas de transporte e cultivo; pelo movimento de iscas vivas com posterior descarte no ambiente; através de apetrechos de pesca como redes, flutuantes, armadilhas e dragas.

### -Aquários domésticos
Inserção de espécies invasoras a partir do descarte de invertebrados, peixes e algas de forma acidental ou intencional.

## Considerações
Vale a pena ressaltar que o sucesso de uma invasão depende muito da ecologia do ser vivo. Por exemplo, uma larva que está vinculada em um determinado substrato, caso chegue em outro, não poderá se fixar e completar seu ciclo de vida. Além disso, espécies com altas taxas de reprodução asssexuada, no geral, tem maiores chances de dispersar e invadir biologicamente um ecossistema. Ademais, ambientes em desequilíbrio são mais propensos a serem invadidos por espécies exóticas.

## Cuidados metodológicos
Cuidados em reconhecer se uma espécie é exótica ou não:
Em geral, quando se reconhece alguma estrutura “nova” no mar, esta é interpretada como sendo introduzida pelo homem. Há realmente muitas espécies introduzidas pelo homem, porém devemos tomar cuidado em afirmar isso porque como mencionado, pouco sabemos sobre a História natural dos seres vivos marinhos e seus padrões de distribuição. Além disso, o ambiente oceânico é naturalmente dispersante e pequenos embaralhamentos da biota estão acontecendo o tempo todo ( como mencionado pelas balsas naturais). Acredita-se que ao longo das eras geológicas grandes embaralhamentos também aconteceram.

## Exemplos
Exemplos de bioinvasão marinha na costa brasileira.
Em um trabalho de Lopes et al. (2009) em parceria com o Ministério do Meio Ambiente foram descritas 58 espécies exoticas de invertebrados planctônicos e bentônicos, peixes, macroalgas e fitoplâncton. Dentre elas podemos evidenciar as espécies Perna perna e Tubastraea sp..

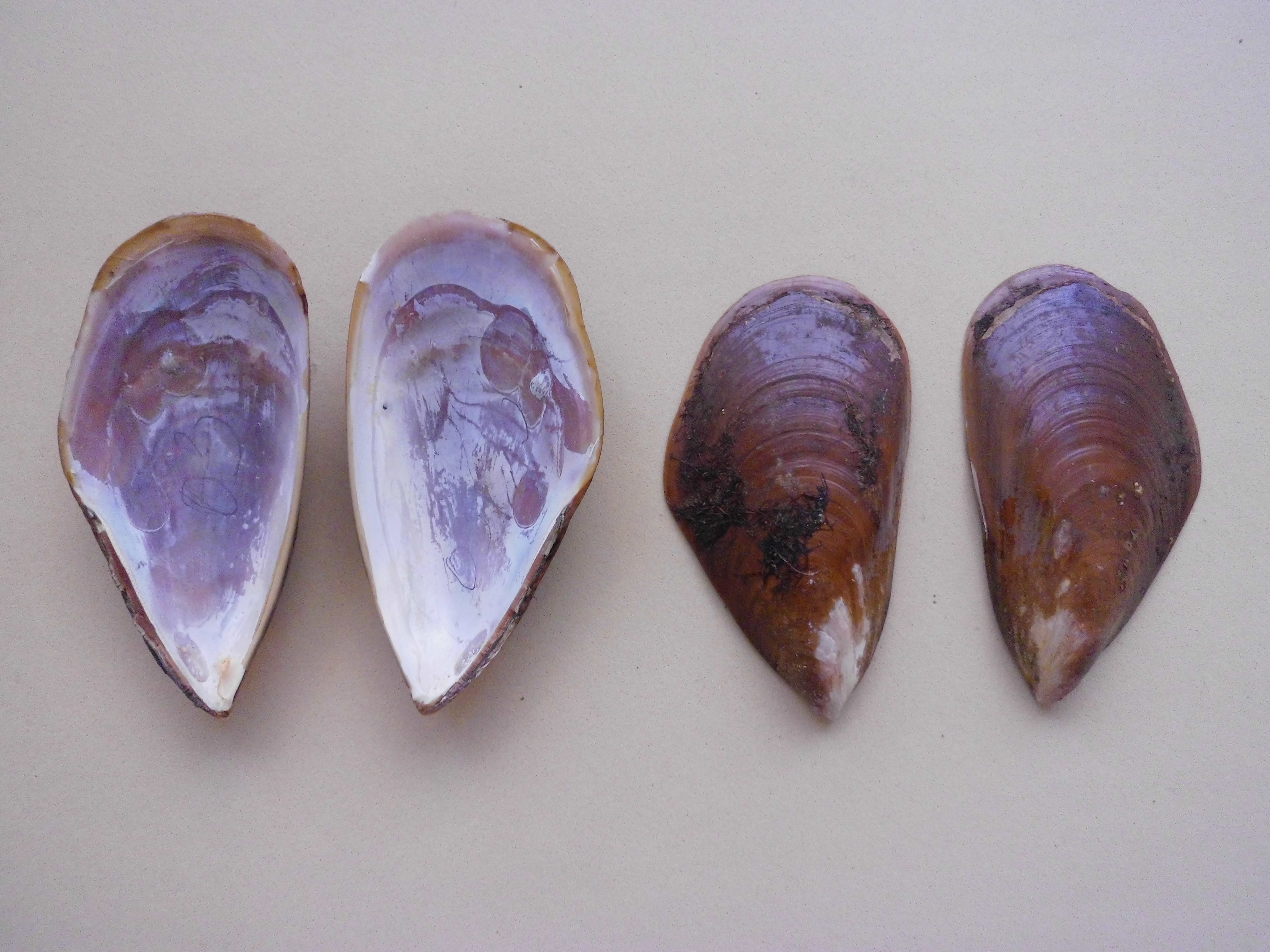
Pterois: Perna perna: espécie exótica estabelecia no Brasil

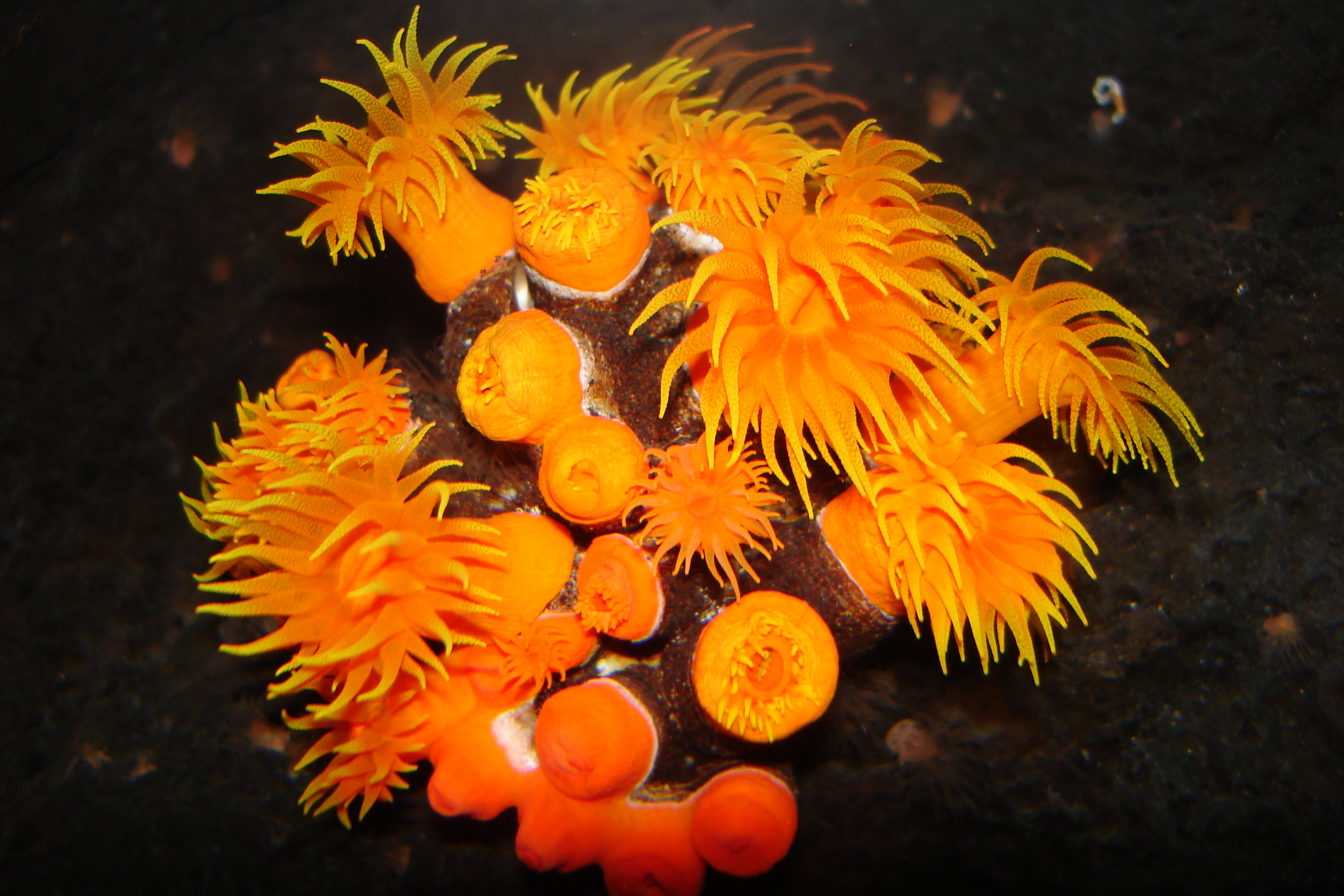
Coral-Sol: Espécie invasora do Brasil